# Île Greenly
Île Greenly är en ö i Kanada.   Den ligger i provinsen Québec, i den östra delen av landet, 1 500 km öster om huvudstaden Ottawa. Arean är 1,0 kvadratkilometer.
Den 13 april 1928 landade Hermann Köhl med flygplanet Bremen, en Junkers W 33, på Île Greenly. Det var den första transatlantiska flygningen från öst till väst. 